# 水上町
水上町（みなかみまち）は、群馬県利根郡にあった町。2005年10月1日、月夜野町、新治村と合併し、みなかみ町となり消滅した。

## 地理
群馬県最北端の町。利根川の最上流で、谷川岳の登山口もある。また、利根川沿いに水上温泉郷が点在する。

## 大字
- 阿能川
- 粟沢
- 大穴
- 小日向
- 鹿野沢
- 川上
- 幸知
- 小仁田
- 高日向
- 谷川
- 綱子
- 寺間
- 藤原
- 向山
- 湯原
- 湯桧曽
- 夜後
- 吉本

## 歴史
- 1889年4月1日 町村制施行に伴い、小日向村、寺間村、小仁田村、川上村、高日向村、湯原村、阿能川村、谷川村、鹿野沢村、吉本村、大穴村、湯檜曽村、幸知村、綱子村、向山村、粟沢村、夜後村、藤原村が合併し利根郡に水上村が誕生。誕生当時日本で最も面積の広い自治体であった。
- 1889年5月1日 宮崎県で町村制が施行され椎葉村が成立し日本一広い自治体ではなくなる。
- 1947年10月10日 水上村が町制施行し水上町となる。
- 2005年10月1日 月夜野町・水上町・新治村が合併し、みなかみ町が発足。

## 交通

### 鉄道路線
- 在来線
  - 上越線：町域はJR上越線の沿線となっており、町内には3つの駅がある。
    - 水上駅 - 湯檜曽駅 - 土合駅

中心となる駅：水上駅

### 道路
- 高速道路：町域は関越自動車道の沿線。北側には新潟県境を越える関越トンネルを控える。
  - 関越自動車道
    - 水上IC - 谷川岳PA
- 一般国道
  - 町内を走る一般国道
    - 国道291号